# Savannah (actriță porno)
Savannah (n. 9 octombrie 1970 probabil în Mission Viejo, California sau în Laguna Beach, California – d. 11 iulie 1994 în Burbank, California numele ei adevărat fiind "Shannon Michelle Wilsey") a fost o actriță porno americană. Pseudoninul de Savannah, o va primi după rolul jucat în primul film al ei "Savannah Smiles", un film erotic. Savannah a jucat în ca. 70 de filme pornografice, ajungând în anul 1987 pe lista AVN pe locul 19. Între anii 1989 - 1991 ea a trăit împreună cu muzicianul american Gregg Allman. Savannah era cunoscută prin viața ei desfrânată și consumul de droguri. Firma Vivid Video, din cauza nesereozității ei la filmări, a rupt contractul cu ea. Savannah ajunge ulterior să aibă greutăți financiare. După un accident de mașină, urmat de rănirea feței, nu va mai putea fi angajată ca dansatoare striptease, ceea ce probabil a determinat-o ca în anul 1994 să se sinucidă.

## Distincții
- AVN Award 1992 Best New Starlet
- AVN Hall of Fame